# Dallgow-Döberitz
Dallgow-Döberitz [ˈdalgoː-døbərɪt͡s] ist eine amtsfreie Gemeinde im Osten des Landkreises Havelland in Brandenburg.

## Geografie
Die Gemeinde Dallgow-Döberitz grenzt im Norden an Falkensee, im Osten an Berlin-Staaken, im Süden an Potsdam-Groß Glienicke und an die Döberitzer Heide und im Westen an Wustermark.

## Gemeindegliederung
Zur Gemeinde gehören der Ortsteil Seeburg und die bewohnten Gemeindeteile Ausbau, Dallgow, Engelsfelde, Neu-Döberitz, Neurohrbeck, Rohrbeck, Seeburg und Sperlingshof.

## Geschichte
Dallgow wurde erstmals am 20. November 1271 in einer Urkunde erwähnt, in der Ritter Rudolph von Schneitlingen dem Benediktinerinnenkloster Spandau, in das seine Tochter aufgenommen werden soll, sieben Hufen Land im Dorf Dallgow („in villa dalghe“) überlässt. Rudolph hatte das Land als Lehen von den Markgrafen Otto und Albert erhalten; die Markgrafen besaßen die Bede (Steuerrecht), das Obergericht und den Wagendienst in Dallgow. Seit dem Mittelalter bestanden Kirchen in Dallgow, Döberitz, Seeburg und Rohrbeck, denen die Spandauer Benediktinerinnen regelmäßig Messwein und Oblate für die Feier der heiligen Messe zur Verfügung stellten.
Dallgow-Döberitz hat in der Neuzeit insbesondere eine militärgeschichtliche Bedeutung. Die Errichtung des Truppenübungsplatzes Döberitz unter Kaiser Wilhelm II. in den Jahren 1892–1895 hat die Entwicklung und das Erscheinungsbild des Ortes über Jahrzehnte hinweg geprägt. Einige der einst dem Militär dienenden Gebäude (Alte Post, Offiziershäuser, Kommandantur) werden heute zivil genutzt. Das Barackenlager (Altes Lager) zur Unterbringung und Versorgung der übenden Truppe ist vollständig aus dem Ortsbild verschwunden.
Die Heerstraße als Anschluss zu einer bestehenden Straßenverbindung aus der Mitte Berlins wurde bis zum Truppenübungsplatz ausgebaut, einschließlich der beiden Havelbrücken Stößenseebrücke und Freybrücke.
Das ehemalige Truppenübungsgelände ist heute Naturschutzgebiet.

### Dorf Döberitz
Döberitz war lange Zeit ein idyllischer und friedlicher Ort, umgeben von dichten Kiefernwäldern. Im Jahre 1713 wurde eine neue Kirche errichtet, nachdem dort bereits vor der Reformation eine Kirche bestanden hatte. Als im Jahre 1892 das preußische Militär das Gelände für einen neuen Truppenübungsplatz beanspruchte, mussten alle Einwohner ihr Dorf verlassen. Die zurückgelassenen Gebäude des Dorfes wurden jedoch zunächst nicht abgerissen. Die ehemaligen Bewohner durften ihr Dorf auf dem Übungsplatz auch weiterhin für noch lange Zeit in übungsfreien Zeiten besuchen. Nach Ende des Zweiten Weltkrieges wurde das Dorf ab 1945 für eine kurze Zeit wieder neu besiedelt. Mit der Bodenreform in der DDR wurden die über 4000 Hektar des Truppenübungsplatzes Döberitz enteignet und als Land an die sogenannten Neubauern verteilt und wieder landwirtschaftlich genutzt, wobei um 1952 auch eine neue Hofstelle entstand. Dieser Übungsplatz wurde jedoch bald wieder vom Militär, der Sowjetarmee, beansprucht, denn 1957 enteignete man die betroffenen Bewohner, die Döberitz innerhalb kürzester Zeit wieder verlassen mussten. In den Folgejahren wurden die Gebäude bis auf wenige Mauerreste und Fundamente abgetragen. Nach dem Abzug der sowjetischen Truppen 1991 ist die ehemalige Dorfstelle aufgrund der Gefahren unzugänglich geblieben. Seit 2004 befindet sich das gesamte Gebiet im Besitz der Heinz Sielmann Stiftung, die hier eine eingezäunte Wildnis-Kernzone errichtete. Seit 2009 liegt die ehemalige Dorfstelle ohne öffentlichen Zugang inmitten dieser Wildnis-Kernzone. Die alte Haupt-Zufahrtsstraße von Dallgow nach Döberitz und von dort weiter nach Krampnitz, die fälschlicherweise noch heute in fast allen Landkarten als Nebenstraße eingetragen ist, ist heute nur noch fragmenthaft erhalten und dient auf dem kurzen besterhaltenen Teilstück vom Dallgower Sperlingshof bis vor dem Zaun der Wildnis-Kernzone als Wanderweg.

### Olympisches Dorf für die Sommerspiele 1936
In Dallgow errichtete man in den Jahren von 1934 bis 1936 ein olympisches Dorf, welches heute zu großen Teilen nur noch als Ruine erhalten ist und im Zuge der Gebietsreform in den 1990er Jahren, unter dem Protest der Dallgower Gemeindevertretung, der Nachbargemeinde Wustermark zugeschlagen wurde – Wustermark führt nun die olympischen Ringe im Wappen.

### Militärgeschichte
Die militärische Nutzung des Gebietes um das Dorf Döberitz wurde 1713 unter Friedrich Wilhelm I. aufgenommen. Im September 1753 folgte unter Friedrich II. dort ein erstes Großmanöver, das zur Irreführung des Auslandes während des Siebenjährigen Kriegs in der Literatur verfälschend dargestellt, mit bereits 44.000 Soldaten abgehalten wurde.
Bis 1890 wurden Schießübungen der Berliner und Potsdamer Truppen auf dem Schießplatz in Tegel durchgeführt. Wegen der Mängel des Platzes forderte die preußische Heeresführung ein ständiges Trainingsgelände. Der damalige Chef des Generalstabes vom Gardekorps entschied sich für das Gelände um Döberitz. 1892 wurde der damalige Generalstabsoffizier von Bredow mit der Geländebesichtigung und der Festlegung der Grenzen beauftragt. Die Landvermessungen und die Verhandlungen des Militärfiskus mit den betroffenen Gemeinden begannen 1893, und bis 1894 wurde dafür vom Militärfiskus das Gelände einer erworbenen Fläche von ca. 4.400 Hektar um Döberitz requiriert. Das Dorf musste verlassen werden, das umliegende Gelände wurde großflächig gerodet. Auf Geheiß des Militärs baute man die Heerstraße (heutige B 5) als direkte Verbindung zwischen Berlin und dem Truppenübungsplatz aus.

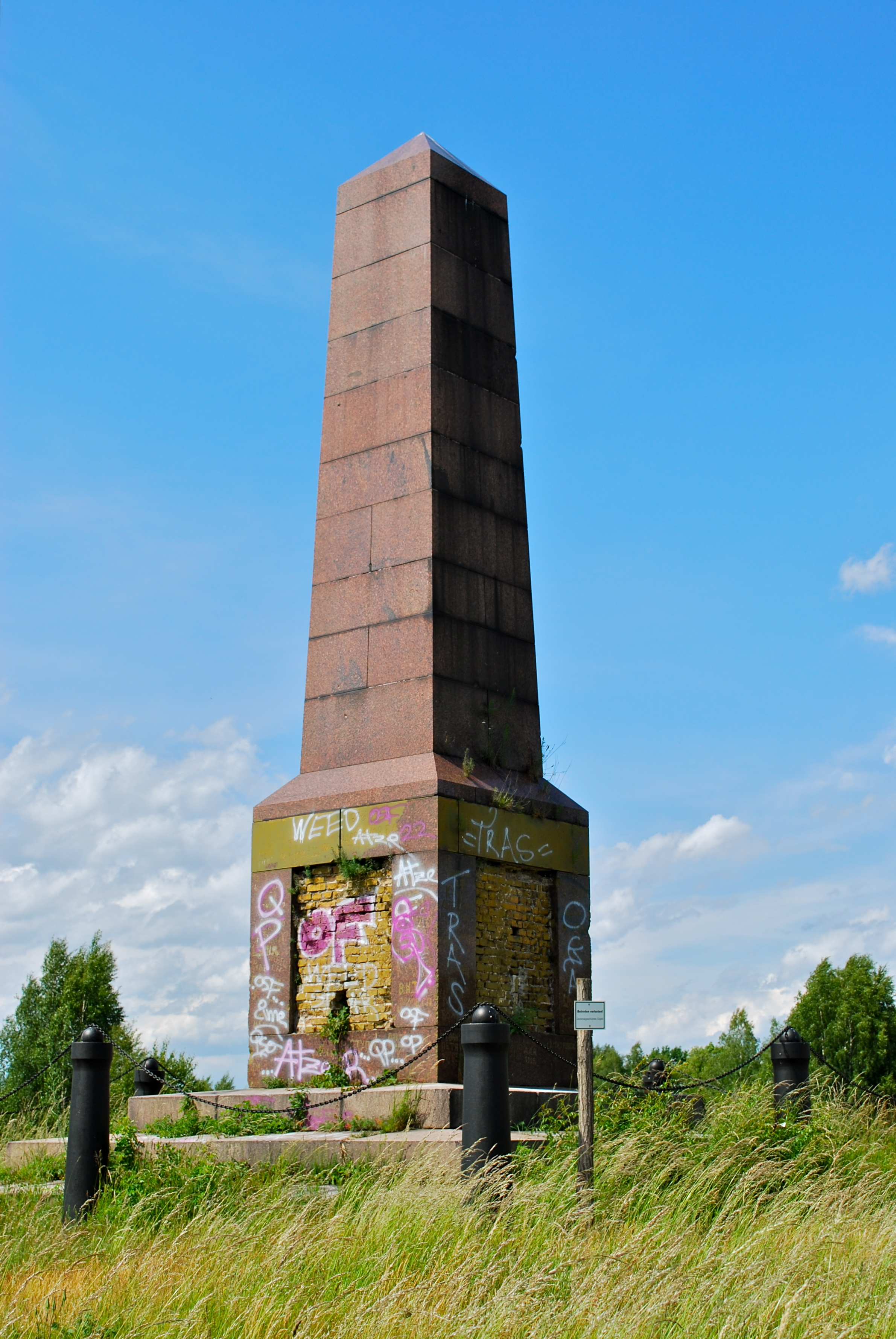
Obelisk auf dem Truppenübungsplatz, den Kaiser Wilhelm II. errichten ließ, wurde durch Vandalismus stark beschädigt (2012)

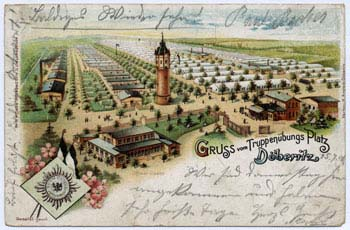
Barackenlager Döberitz vor 1900 mit den ersten Wellblechbaracken

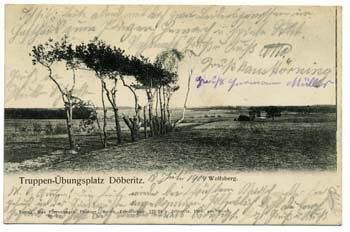
Truppenübungsplatz, die sogenannte „Wüste“ Döberitz 1904

Anfänglich in Großzelten untergebracht, wurden die Soldaten – mit Zwischenstation in Wellblechbaracken – bis 1914 in feste Häuser umgesiedelt. Das Lager, Barackenlager genannt, entstand an der Berlin-Hamburger Chaussee zwischen Rohrbeck im Westen und Dallgow im Osten. Ab 1910 wurden in Döberitz auch Flugversuche unternommen und, ebenfalls bis 1914, daraufhin Fliegerkasernen und der Flugplatz gebaut. Mit Beginn des Ersten Weltkriegs wurde das Lager auch Internierungs- und Kriegsgefangenenlager, zuerst als Teil des Barackenlagers (Neulager) selbst, ab 1915 in zwei eigens neu gebauten Lagern bei Rohrbeck und Dyrotz. Insgesamt waren bis Oktober 1918 dort mehr als 30.000 Gefangene aus 7 Nationen inhaftiert. Nach 1918 von der Interalliierten Militär-Kontrollkommission überwacht, wurden viele kriegstechnischen Anlagen (darunter z. B. der erste Flugsimulator) demontiert oder zerstört.
Militärgeschichtlich relevant ist neben der ursprünglich allein für Infanterie, Artillerie und Kavallerie gedachten militärischen Ausbildungsstätte Döberitz, dass die deutsche Militärluftfahrt mit der ersten „Provisorischen Fliegerschule“ 1910 in Dallgow-Döberitz ihren Anfang nahm.
Der dafür eingerichtete Flugplatz befand sich im nordwestlichen Teil des Truppenübungsplatzes bei Priort. Kurz vor dem Ersten Weltkrieg wurde hier das erste Fliegerbataillon Deutschlands gegründet, und während des Krieges wurden zahlreiche Jagdpiloten und Luftbeobachter in Döberitz ausgebildet. Ab 1914 war hier das Fliegerbataillon Nr. 1 stationiert, in dem 1916 auch Manfred von Richthofen ausgebildet wurde. Am 1. August 1914, dem Tag, an dem Deutschland in den Ersten Weltkrieg eintrat, wurde die Fliegerersatzabteilung 2 (FEA 2) in Döberitz aufgestellt, die im August 1915 nach Schneidemühl verlegt wurde. Am 29. April 1916 wurde die Riesenflieger-Ersatzabteilung (RFEA) aufgestellt, später nach Köln verlegt. Nach dem Ersten Weltkrieg wurde in Deutschland durch den Versailler Vertrag die Unterhaltung von Militärstreitkräften eingeschränkt. Unter anderem wurde die Luftwaffe verboten (bis Januar 1927) und der Flugplatz geschlossen. Doch trotz des Verbots begann bereits in den 1920er Jahren erneut der Flugbetrieb, zunächst getarnt als Werbefliegerei. Auf Befehl Hitlers wurde 1936 die Legion Condor von Döberitz aus zur Unterstützung des faschistischen Generals Francisco Franco gegen die demokratische Regierung im spanischen Bürgerkrieg nach Guernica (Spanien) beordert. Der Luftangriff auf Guernica galt als Test der deutschen Luftwaffe und muss als kriegsvorbereitend für den Zweiten Weltkrieg gesehen werden.
1919/20 war die Marine-Brigade Ehrhardt in Dallgow-Döberitz untergebracht und marschierte in der Nacht vom 12. auf den 13. März 1920 auf der Heerstraße nach Berlin als Auftakt zum Kapp-Putsch.
Auch nach dem Ersten Weltkrieg nutze die Reichswehr den Übungsplatz und seine Einrichtungen. Bis in den Zweiten Weltkrieg wurde der Truppenübungsplatz immer weiter ausgebaut.
Bis 1930 hatte sich ein Zentrum der politischen Reaktion gebildet, das auch Versteck für die Schwarze Reichswehr war. Während der Zeit des Nationalsozialismus entstand in Döberitz eines der größten militärischen Schulungszentren für Piloten (Fliegerhorst Elsgrund) und Infanterie (Olympisches Dorf und Löwen-Adler-Kasernen) sowie Stützpunkte für Artillerie, Luftnachrichten (Hottengrund/Kladow) und Flugabwehr (Elstal).
Bemerkenswerterweise war das Areal, das den Alliierten sehr wohl als militärischer Standort bekannt war, nie Ziel massiver Bombardierungen. Nur vereinzelt schlugen britische Fehlabwürfe und sowjetische Artilleriegranaten dort ein. Das Gros der Einrichtungen überstand den Krieg unbeschadet.
Ab 1944 bis Kriegsende existierten in Dallgow-Döberitz Außenstellen des KZ Sachsenhausen für Männer und des KZ Uckermark für Mädchen und junge Frauen sowie ein Zwangsarbeiterlager, in dem sowjetische Zwangsarbeiter interniert waren.
In den zum Truppenübungsplatz gehörenden Gebäuden und Anlagen (sogenanntes Barackenlager) wurden nach dem Zweiten Weltkrieg Flüchtlinge untergebracht. 1947 übernahm die Rote Armee das Lager und stationierte dort bis zu 20.000 Soldaten. Mit dem Abzug der russischen Truppen 1992 endete die militärische Nutzung. Sämtliche Gebäude für die Unterbringung der Mannschaften wurden abgerissen. Das Gelände des ehemaligen Lagers ist das heutige Neubaugebiet Neu-Döberitz, wobei der alte Baumbestand und der Lagergrundriss weitgehend erhalten blieben.
Die beiden letzten – unter Denkmalschutz stehenden – Gebäude des Barackenlagers Döberitz und somit Symbol für die bewegte Militärgeschichte des Ortes, sind der Wasserturm und die Baracke 34. Während der Wasserturm nur unregelmäßig geöffnet ist, wurde die Baracke 34 zum Spielhaus für die Kindertagesstätte St. Martin.
Das ehemalige Flughafengelände wird seit 2004 von der Heinz-Sielmann-Stiftung als Wildfreigehege bewirtschaftet, der Truppenübungsplatz ist seit 1997 ein von Wanderwegen durchkreuztes Naturschutzgebiet geworden.
Lediglich einen kleinen Teil im Süden nutzt die Bundeswehr (Garnison Spandau) weiter zu Übungszwecken.

### Eingemeindungen
Am 1. Juli 1950 wurde die bis dahin eigenständige Gemeinde Rohrbeck eingegliedert. Am 26. Oktober 2003 wurde Seeburg eingemeindet.

## Bevölkerungsentwicklung
| Jahr | Einwohner |
| ---- | --------- |
| 1875 | 0 519     |
| 1890 | 0 626     |
| 1910 | 0 918     |
| 1925 | 1 276     |
| 1933 | 2 004     |
| 1939 | 3 220     |

| Jahr | Einwohner |
| ---- | --------- |
| 1946 | 3 405     |
| 1950 | 4 411     |
| 1964 | 3 749     |
| 1971 | 3 725     |
| 1981 | 3 375     |
| 1985 | 3 292     |

| Jahr | Einwohner |
| ---- | --------- |
| 1990 | 3 062     |
| 1995 | 3 635     |
| 2000 | 5 289     |
| 2005 | 7 786     |
| 2010 | 8 636     |
| 2015 | 9 700     |

| Jahr | Einwohner |
| ---- | --------- |
| 2020 | 10 298    |
| 2021 | 10 415    |
| 2022 | 10 759    |
| 2023 | 10 844    |
| 2024 | 10 882    |

Gebietsstand des jeweiligen Jahres, Einwohnerzahl: Stand 31. Dezember (ab 1991), ab 2011 auf Basis des Zensus 2011, ab 2022 auf Basis des Zensus 2022

## Politik

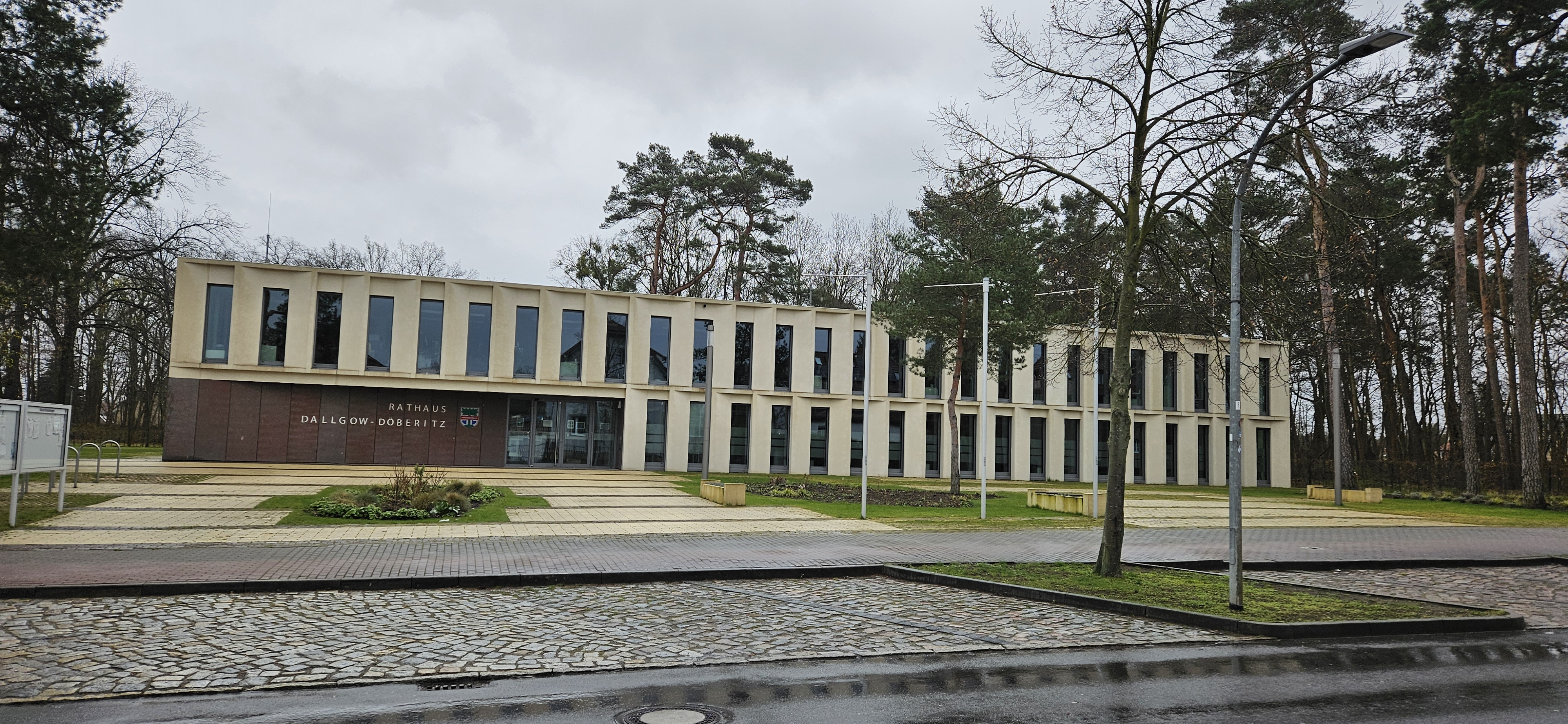
Rathaus

### Gemeindevertretung
Die Gemeindevertretung von Dallgow-Döberitz besteht entsprechend der Einwohnerzahl der Gemeinde seit 2024 aus 22 Gemeindevertretern und dem hauptamtlichen Bürgermeister. Die Kommunalwahl am 9. Juni 2024 führte bei einer Wahlbeteiligung von 69,2 % zu folgendem Ergebnis:
| Partei / Wählergruppe                     | Stimmenanteil 2019 | Sitze 2019 |  | Stimmenanteil 2024 | Sitze 2024 |
| ----------------------------------------- | ------------------ | ---------- |  | ------------------ | ---------- |
| CDU                                       | 31,0 %             | 5          |  | 26,1 %             | 6          |
| AfD                                       | 11,1 %             | 2          |  | 17,0 %             | 4          |
| Freie Wählergemeinschaft Dallgow-Döberitz | 14,8 %             | 3          |  | 17,0 %             | 4          |
| Bündnis 90/Die Grünen                     | 20,3 %             | 4          |  | 13,3 %             | 3          |
| SPD                                       | 14,0 %             | 2          |  | 08,9 %             | 2          |
| Einzelbewerber Ralf Böttcher              | –                  | –          |  | 07,1 %             | 1          |
| Die PARTEI                                | –                  | –          |  | 03,9 %             | 1          |
| Einzelbewerber Wolfgang Biernath          | –                  | –          |  | 02,6 %             | 1          |
| FDP                                       | 03,7 %             | 1          |  | 02,5 %             | –          |
| Einzelbewerberin Cindy Frank              | –                  | –          |  | 01,7 %             | –          |
| Die Linke                                 | 05,1 %             | 1          |  | –                  | –          |
| Insgesamt                                 | 100 %              | 18         |  | 100 %              | 22         |

### Bürgermeister
- 1990–1992: Regina Tonak
- 1992–1997: Hans-Jürgen Denk (SPD)[17]
- 1997–2005: Hans-Günter Heppe[18]
- 2005–2020: Jürgen Hemberger (FWG)[19]
- seit 2020: Sven Richter (CDU)

Richter wurde in der Bürgermeisterstichwahl am 15. November 2020 mit 54,9 % der gültigen Stimmen gewählt. Seine Amtszeit beträgt acht Jahre.

### Wappen
| Wappen von Dallgow-Döberitz | Blasonierung: „In Silber, geteilt durch einen roten Mittelbalken, eine grüne beblätterte auf einem Berg stehende Eiche; der Stamm beseitet von zwei gegeneinandergestellten blauen Pflugscharen; der Balken belegt mit einem silbernen Schwert.“                    |
| Wappen von Dallgow-Döberitz | Das Wappen der Gemeinde Dallgow wurde erstmals 1938 verliehen, es wurde vom Erfurter Heraldiker Frank Diemar 1995 grafisch überarbeitet, enthält aber die gleichen gestalterischen Elemente und wurde am 20. April 1998 durch das Ministerium des Innern genehmigt. |

### Flagge
Die Flagge ist Grün - Weiß (1:1) gestreift und mittig mit dem Gemeindewappen belegt.

### Dienstsiegel
Das Dienstsiegel zeigt das Wappen der Gemeinde mit der Umschrift: „GEMEINDE DALLGOW-DÖBERITZ • LANDKREIS HAVELLAND“.

## Sehenswürdigkeiten
In der Liste der Baudenkmale in Dallgow-Döberitz stehen die in der Denkmalliste des Landes Brandenburg eingetragenen Baudenkmale.
Döberitzer Heide

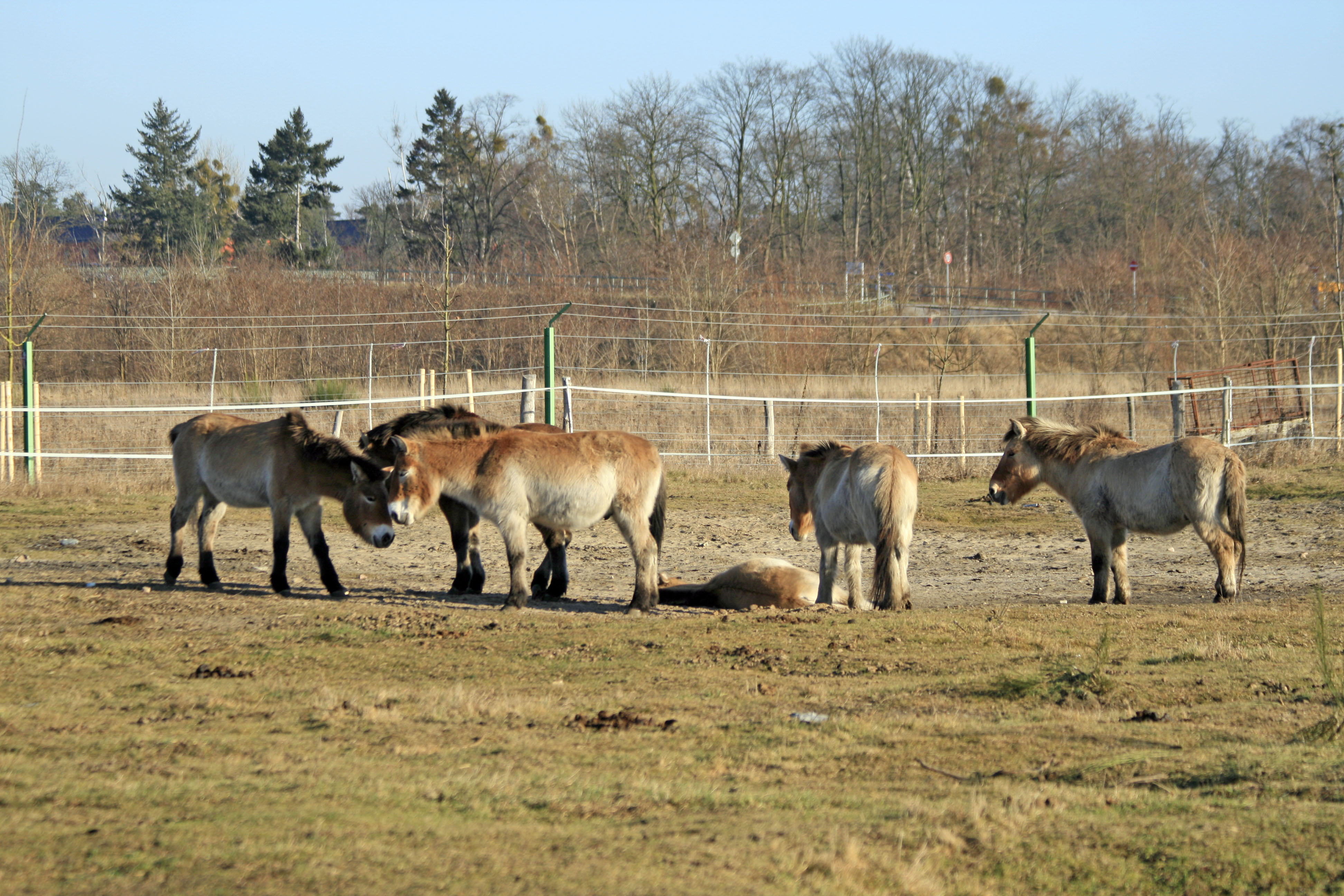
Przewalski-Pferde in der Döberitzer Heide

Der Naturschutzgebiet Döberitzer Heide wird im Sinne der Agenda 21, des Schlussdokuments der internationalen Konferenz für Umweltschutz und Entwicklung in Rio de Janeiro 1992, im Rahmen des Projekts Konversion Döberitzer Heide und Kasernenumfeld vom ehemaligen Truppenübungsplatz zum Naturschutz- und Naherholungsgebiet umgestaltet.
Auch nach dem Abzug der ehemaligen sowjetischen Truppen ist die Döberitzer Heide zum großen Teil noch Sperrgebiet. Nur wenige Gebiete wurden beräumt. Die Döberitzer Heide ist seit 1997 Naturschutzgebiet, das die Heinz Sielmann Stiftung Anfang 2004 erworben hat, um dort die Naturlandschaft Döberitzer Heide einzurichten.

## Wirtschaft und Infrastruktur
Seit Herbst 2003 besitzt die Gemeinde Dallgow-Döberitz ein Gewerbegebiet auf dem Gelände des ehemaligen Truppenübungsplatzes. Die ehemalige Militärfläche wurde mit Mitteln der EU und des Bundes aufwendig munitionsbereinigt, da sie sich auf dem Gebiet einer ehemaligen Schießbahn befindet. Das Gelände hat eine Größe von 23 Hektar und ist für die Gewerbeansiedlung hergerichtet. Zur Erstellung des Gewerbegebietes wurden 37 Gebäude abgerissen und 30.000 m³ Schutt entsorgt.
In Dallgow und Seeburg gibt es das große Einkaufszentrum Havelpark Dallgow in unmittelbarer Nähe zur B 5, diverse Hotelbetriebe, mehrere Autohäuser, Handel und diverse Gewerbetreibende.

### Verkehr
Durch die Gemeinde führt die vierstreifig ausgebaute Bundesstraße 5 zwischen Nauen und der Berliner Stadtgrenze (Bezirk Spandau). Die nächstgelegene Autobahnanschlussstelle ist Berlin-Spandau an der A 10 (westlicher Berliner Ring).
Der Haltepunkt Dallgow-Döberitz an der Bahnstrecke Berlin–Stendal–Hannover wird von der Regional-Express-Linie RE 4 (Rathenow–Berlin–Falkenberg) und der Regionalbahnlinie RB 21 (Berlin Gesundbrunnen–Potsdam) bedient.
Der öffentliche Personennahverkehr wird unter anderem durch den PlusBus des Verkehrsverbund Berlin-Brandenburg erbracht. Folgende Verbindung führt, betrieben von der Havelbus, ab Dallgow-Döberitz:
- Linie 663: Dallgow-Döberitz ↔ Elstal ↔ Wustermark ↔ Nauen

Der Metrobus M32 der BVG verbindet den Havelpark Dallgow mit dem U- und S-Bahnhof Berlin-Spandau.

### Bildung
Das Marie-Curie-Gymnasium hat eine naturwissenschaftliche Prägung. Es ist im Februar 2005 in ein neues Gebäude umgezogen, das mit dem Brandenburgischen Architektenpreis ausgezeichnet wurde. Es handelt sich bei dem neuen Gebäude um den bis dahin einzigen Neubau eines Gymnasiums in Brandenburg. Seit dem Schuljahr 2009/2010 wurde nach Fertigstellung eines Anbaus der fünfzügige Schulbetrieb aufgenommen.
Das Marie-Curie-Gymnasium Dallgow-Döberitz gelangte als Schauplatz der im Sommer 2007 gedrehten Neuverfilmung des Spielfilms Die Welle zu überregionaler Bekanntheit. Seitdem wird es auch für andere Filmprojekte als Kulisse benutzt, so auch für den Spielfilm Extraklasse 2+ oder die Serien Spotlight und Polizeiruf 110.
In Dallgow und Seeburg gibt es fünf Kinder- bzw. Horteinrichtungen, da die Gemeinde durch den ungebrochenen Zuzug aus Berlin weiterhin wächst. Ferner gibt es eine kommunale Grundschule, die Grundschule „Am Wasserturm“ einen Neubau aus dem Jahr 2001 mit zwei Schulstandorten. Der weitere Ausbau der Grundschule wurde 2021 fertiggestellt.

## Feuerwehr
Die Freiwillige Feuerwehr in Dallgow-Döberitz verfügt über ein Gerätehaus in Dallgow sowie seit 2020 ein weiteres Gerätehaus im Ortsteil Seeburg. Die 126 Mitglieder der Freiwilligen Feuerwehr teilen sich in 86 Einsatzkräfte, 32 Mädchen und Jungen der Kinder- und Jugendfeuerwehr und 8 Mitglieder der Alters- und Ehrenabteilung auf. Die Wehr wurde am 5. Juni 1909 durch 26 Freiwillige gegründet. Die Feuerwehr verfügt über fünf Löschfahrzeuge und sechs Unterstützungsfahrzeuge.

## Städtepartnerschaften
- Dopiewo (seit 1999)[26]

## Persönlichkeiten

### Söhne und Töchter der Gemeinde
- Johann Christoph von Woellner (1732–1800), Pastor und Staatsmann
- Christian Krause (1940–2024), Landesbischof der Evangelisch-Lutherischen Landeskirche in Braunschweig 1994–2002

### Mit Dallgow-Döberitz verbundene Persönlichkeiten
- Manfred von Richthofen (1892–1918), Jagdflieger im Ersten Weltkrieg, wurde 1916 im Fliegerbataillon Nr. 1 auf dem Flugplatz Döberitz zum Jagdflieger ausgebildet
- Ralf-Bernhard Wartke (1948–2024), Archäologe des vorderen Orients, lebt in Dallgow-Döberitz
- Steffen Freund (* 1970), Fußballspieler und -trainer, lebt im Ortsteil Seeburg
- Mylène Diederichsmeier (* 1977), Springreiterin, wuchs in Dallgow-Döberitz auf